# Ocampo kommun, Durango
Ocampo är en kommun i Mexiko.   Den ligger i delstaten Durango, i den centrala delen av landet, 1 000 km nordväst om huvudstaden Mexico City. Antalet invånare är 9 626.
Följande samhällen finns i Ocampo:
- Villa Ocampo
- San Gabriel
- La Haciendita del Espíritu Santo
- Ojos Azules
- Sauces de Canutillo
- Santa Ana
- Nuevo José Guadalupe de la Rueda